# Swissmetal Boillat
Swissmetal Boillat SA fa parte del gruppo Swissmetal. Il gruppo Swissmetal è un gruppo di aziende specializzate nello sviluppo, produzione e vendita di semilavorati in rame ed altri metalli, in particolare ottone, destinati principalmente ai settori dell'elettronica, automobilistica, ufficio e orologeria, nonché dell'aviazione e delle telecomunicazioni.
L'azienda è stata fondata a Reconvilier, nel Canton Berna, nel 1855 con il nome di Société Bueche-Boillat & Cie. Nel 2005, occupava 350 collaboratori. Fa parte del gruppo Swissmetal, che possiede inoltre un sito di produzione a Dornach, nel canton Soletta e un altro a Lüdenscheid, in Germania (Busch-Jäger - Metallwerk GmbH).

## Storia
- 1855 Alcuni orologiai di Reconvilier decidono di produrre ottone, necessitano quindi di creare la prima fonderia di ottone in Svizzera.
- 1917 Edouard Boillat, figlio del fondatore, cede la sua impresa ad un gruppo industriale romando: la fabbrica orologiera Ebauches di Fontainemelon.
- 1930 Le fornaci a carbone, vengono sostituire con forni elettrici a bassa frequenza.
- 1950 L'impresa si specializza in manufatti di piccola e media dimensione.
- 1987 L'impresa prende il nome di Swissmetal Boillat SA
- 2004 Uno sciopero di dieci giorni paralizza l'impresa. Gli scioperanti contestano le politiche del CEO Martin Hellweg.
- 2005 La direzione annuncia la decisione di sospendere le attività della fonderia di Reconvilier per delocalizzarla a Dornach(SO), ma di investire 25 M. di franchi svizzeri nella impresa Boillat.[1]
- Febbraio 2006 Uno sciopero di trenta giorni (incredibilmente lungo per il panorama sociale svizzero) paralizza l'azienda. Viene occupato uno stabile industriale accanto alla fonderia a sostegno dei lavoratori, si chiamerà Uzine3.[2]
- 6 luglio 2006: Swissmetal trasferisce la propria sede legale dalla città di Berna a quella di Dornach.